# Cercosaura manicata
Espèce
Synonymes
- Prionodactylus bolivianus Werner, 1899
- Prionodactylus ockendeni Boulenger, 1907

Cercosaura manicata est une espèce de sauriens de la famille des Gymnophthalmidae.

## Répartition
Cette espèce se rencontre :
- en Bolivie ;
- au Pérou ;
- en Équateur ;
- en Colombie.

## Liste des sous-espèces
Selon The Reptile Database (15 novembre 2012) :
- Cercosaura manicata bolivianus (Werner, 1899)
- Cercosaura manicata manicata O’Shaughnessy, 1881

## Publications originales
- O’Shaughnessy, 1881 : An account of the collection of lizards made by Mr. Buckley in Ecuador, and now in the British Museum, with descritions of the new species. Proceedings of the Zoological Society of London, vol. 1881, p. 227-245 (texte intégral).
- Werner, 1899 : Beschreibung neuer Reptilien und Batrachier. Zoologischer Anzeiger, vol. 22, no 4, p. 479-484 (texte intégral).